# Алексанян Артур Геворкович
Артур Алексанян (вірм. Արթուր Ալեքսանյան; 21 жовтня 1991, Гюмрі) — вірменський борець греко-римського стилю, дворазовий срібний, бронзовий призер та шестиразовий чемпіон Європи, дворазовий срібний призер та чотириразовий чемпіон світу, чемпіон, срібний та бронзовий медаліст Олімпійських ігор, чемпіон Європейських ігор. Другий олімпійський чемпіон в історії незалежної Вірменії.

## Біографія
Боротьбою займається з 2001 року. Був чемпіоном світу 2010 року серед юніорів.

## Спортивні результати на міжнародних змаганнях

### Виступи на Олімпіадах
| Змагання                    | Збірна   | Вагова категорія                 | Місце  |
| --------------------------- | -------- | -------------------------------- | ------ |
| Літні Олімпійські ігри 2012 | Вірменія | греко-римська боротьба, до 96 кг | Бронза |
| Літні Олімпійські ігри 2016 | Вірменія | греко-римська боротьба, до 98 кг | Золото |
| Літні Олімпійські ігри 2020 | Вірменія | греко-римська боротьба, до 97 кг | Срібло |

### Виступи на Чемпіонатах світу
| Змагання                        | Збірна   | Вагова категорія                 | Місце  |
| ------------------------------- | -------- | -------------------------------- | ------ |
| Чемпіонат світу з боротьби 2011 | Вірменія | греко-римська боротьба, до 96 кг | 7      |
| Чемпіонат світу з боротьби 2013 | Вірменія | греко-римська боротьба, до 96 кг | Срібло |
| Чемпіонат світу з боротьби 2014 | Вірменія | греко-римська боротьба, до 98 кг | Золото |
| Чемпіонат світу з боротьби 2015 | Вірменія | греко-римська боротьба, до 98 кг | Золото |
| Чемпіонат світу з боротьби 2017 | Вірменія | греко-римська боротьба, до 98 кг | Золото |
| Чемпіонат світу з боротьби 2018 | Вірменія | греко-римська боротьба, до 97 кг | 5      |
| Чемпіонат світу з боротьби 2019 | Вірменія | греко-римська боротьба, до 97 кг | Срібло |
| Чемпіонат світу з боротьби 2022 | Вірменія | греко-римська боротьба, до 97 кг | Золото |

### Виступи на Чемпіонатах Європи
| Змагання                         | Збірна   | Вагова категорія                 | Місце  |
| -------------------------------- | -------- | -------------------------------- | ------ |
| Чемпіонат Європи з боротьби 2011 | Вірменія | греко-римська боротьба, до 96 кг | Срібло |
| Чемпіонат Європи з боротьби 2012 | Вірменія | греко-римська боротьба, до 96 кг | Золото |
| Чемпіонат Європи з боротьби 2013 | Вірменія | греко-римська боротьба, до 96 кг | Золото |
| Чемпіонат Європи з боротьби 2014 | Вірменія | греко-римська боротьба, до 98 кг | Золото |
| Чемпіонат Європи з боротьби 2016 | Вірменія | греко-римська боротьба, до 98 кг | Срібло |
| Чемпіонат Європи з боротьби 2017 | Вірменія | греко-римська боротьба, до 98 кг | Бронза |
| Чемпіонат Європи з боротьби 2018 | Вірменія | греко-римська боротьба, до 97 кг | Золото |
| Чемпіонат Європи з боротьби 2020 | Вірменія | греко-римська боротьба, до 97 кг | Золото |
| Чемпіонат Європи з боротьби 2023 | Вірменія | греко-римська боротьба, до 97 кг | Золото |

### Виступи на Європейських іграх
| Змагання              | Збірна   | Вагова категорія                 | Місце  |
| --------------------- | -------- | -------------------------------- | ------ |
| Європейські ігри 2019 | Вірменія | греко-римська боротьба, до 97 кг | Золото |

### Виступи на інших змаганнях
| Змагання                                                    | Збірна   | Вагова категорія                 | Місце  |
| ----------------------------------------------------------- | -------- | -------------------------------- | ------ |
| Турнір Дана Колова — Николи Петрова 2012                    | Вірменія | греко-римська боротьба, до 96 кг | 7      |
| Олімпійський кваліфікаційний турнір з боротьби 2012 (Софія) | Вірменія | греко-римська боротьба, до 96 кг | Золото |
| Вогні Москви 2012                                           | Вірменія | греко-римська боротьба, до 96 кг | 5      |
| Тор Мастерс 2013                                            | Вірменія | греко-римська боротьба, до 96 кг | Золото |
| Trophee Milone 2013                                         | Вірменія | греко-римська боротьба, до 96 кг | Золото |
| Літня Універсіада 2013                                      | Вірменія | греко-римська боротьба, до 96 кг | Срібло |
| Турнір Дана Колова — Николи Петрова 2014                    | Вірменія | греко-римська боротьба, до 98 кг | Золото |
| Trophee Milone 2014                                         | Вірменія | греко-римська боротьба, до 98 кг | Золото |
| Гран-прі Німеччини з боротьби 2014                          | Вірменія | греко-римська боротьба, до 98 кг | Золото |
| Турнір Дана Колова — Николи Петрова 2015                    | Вірменія | греко-римська боротьба, до 98 кг | Золото |
| Гран-прі Іспанії з боротьби 2015                            | Вірменія | греко-римська боротьба, до 98 кг | Золото |
| Турнір Дана Колова — Николи Петрова 2016                    | Вірменія | греко-римська боротьба, до 98 кг | Золото |
| Trophee Milone 2016                                         | Вірменія | греко-римська боротьба, до 98 кг | Золото |
| Київський Міжнародний турнір з боротьби 2018                | Вірменія | греко-римська боротьба, до 97 кг | Золото |
| Кубок Владислава Пітласинські 2018                          | Вірменія | греко-римська боротьба, до 97 кг | 5      |
| Гран-прі Франції Анрі Деглана 2020                          | Вірменія | греко-римська боротьба, до 97 кг | Золото |
| Кубок світу з боротьби 2020                                 | Вірменія | греко-римська боротьба, до 97 кг | 7      |
| Київський Міжнародний турнір з боротьби 2021                | Вірменія | греко-римська боротьба, до 97 кг | 5      |
| Кубок Владислава Пітласинські 2022                          | Вірменія | греко-римська боротьба, до 97 кг | 20     |

### Виступи на змаганнях молодших вікових груп
| Змагання                                       | Збірна   | Вагова категорія                 | Місце  |
| ---------------------------------------------- | -------- | -------------------------------- | ------ |
| Чемпіонат Європи з боротьби серед кадетів 2008 | Вірменія | греко-римська боротьба, до 76 кг | 5      |
| Чемпіонат Європи з боротьби серед юніорів 2009 | Вірменія | греко-римська боротьба, до 84 кг | Бронза |
| Чемпіонат світу з боротьби серед юніорів 2009  | Вірменія | греко-римська боротьба, до 84 кг | Бронза |
| Чемпіонат Європи з боротьби серед юніорів 2010 | Вірменія | греко-римська боротьба, до 84 кг | Срібло |
| Чемпіонат світу з боротьби серед юніорів 2010  | Вірменія | греко-римська боротьба, до 84 кг | Золото |
| Чемпіонат Європи з боротьби серед юніорів 2011 | Вірменія | греко-римська боротьба, до 96 кг | Срібло |
| Чемпіонат світу з боротьби серед юніорів 2011  | Вірменія | греко-римська боротьба, до 96 кг | 9      |